# Іссаква (Вашингтон)
Іссаква (англ. Issaquah) — місто (англ. city) в США, в окрузі Кінг штату Вашингтон. Населення — 40 051 особа (2020).

## Географія
Іссаква розташована за координатами 47°32′25″ пн. ш. 122°2′31″ зх. д. / 47.54028° пн. ш. 122.04194° зх. д. (47.540384, -122.042061).  За даними Бюро перепису населення США в 2010 році місто мало площу 29,53 км², з яких 29,47 км² — суходіл та 0,06 км² — водойми. В 2017 році площа становила 31,48 км², з яких 31,42 км² — суходіл та 0,06 км² — водойми.

### Клімат
| Клімат : Іссаква        | Клімат : Іссаква | Клімат : Іссаква | Клімат : Іссаква | Клімат : Іссаква | Клімат : Іссаква | Клімат : Іссаква | Клімат : Іссаква | Клімат : Іссаква | Клімат : Іссаква | Клімат : Іссаква | Клімат : Іссаква | Клімат : Іссаква | Клімат : Іссаква |
| Показник                | Січ.             | Лют.             | Бер.             | Квіт.            | Трав.            | Черв.            | Лип.             | Серп.            | Вер.             | Жовт.            | Лист.            | Груд.            | Рік              |
| Абсолютний максимум, °C | 19,4             | 23,9             | 26,1             | 32,2             | 36,1             | 37,2             | 37,8             | 38,9             | 36,7             | 35,0             | 23,9             | 19,4             | 38,9             |
| Середній максимум, °C   | 8,3              | 10,0             | 12,2             | 14,4             | 17,8             | 20,6             | 23,9             | 24,4             | 21,1             | 15,6             | 10,6             | 7,2              | 15,6             |
| Середній мінімум, °C    | 2,2              | 1,7              | 2,8              | 4,4              | 7,8              | 10,6             | 12,2             | 11,7             | 8,9              | 6,1              | 3,3              | 1,1              | 6,1              |
| Абсолютний мінімум, °C  | −18,3            | −19,4            | −13,3            | −4,4             | −3,3             | −0,6             | 2,2              | 1,7              | −1,1             | −5               | −16,7            | −16,1            | −18,3            |
| Норма опадів, мм        | 225              | 142              | 159              | 122              | 102              | 75               | 35               | 33               | 72               | 145              | 257              | 215              | 1580             |
| ----------------------- | ---------------- | ---------------- | ---------------- | ---------------- | ---------------- | ---------------- | ---------------- | ---------------- | ---------------- | ---------------- | ---------------- | ---------------- | ---------------- |
| Джерело: Weather.com    |                  |                  |                  |                  |                  |                  |                  |                  |                  |                  |                  |                  |                  |

## Демографія
Згідно з переписом 2010 року, у місті мешкали 30 434 особи в 12 841 домогосподарстві у складі 8018 родин. Густота населення становила 1031 особа/км².  Було 13914 помешкання (471/км²).
Расовий склад населення:
| - 74,7 % — білих - 17,5 % — азіатів - 1,4 % — чорних або афроамериканців - 0,4 % — корінних американців - 0,1 % — вихідців з тихоокеанських островів - 1,8 % — осіб інших рас |

До двох чи більше рас належало 4,1 %. Частка іспаномовних становила 5,8 % від усіх жителів.
За віковим діапазоном населення розподілялося таким чином: 23,7 % — особи молодші 18 років, 63,6 % — особи у віці 18—64 років, 12,7 % — особи у віці 65 років та старші. Медіана віку мешканця становила 36,8 року. На 100 осіб жіночої статі у місті припадало 91,1 чоловіків;  на 100 жінок у віці від 18 років та старших — 87,9 чоловіків також старших 18 років.
Середній дохід на одне домашнє господарство  становив 114 119 доларів США (медіана — 89 776), а середній дохід на одну сім'ю — 141 751 долар (медіана — 121 121). Медіана доходів становила 100 963 долари для чоловіків та 66 466 доларів для жінок. За межею бідності перебувало 5,9 % осіб, у тому числі 7,2 % дітей у віці до 18 років та 6,1 % осіб у віці 65 років та старших.
Цивільне працевлаштоване населення становило 17 444 особи. Основні галузі зайнятості: науковці, спеціалісти, менеджери — 23,3 %, освіта, охорона здоров'я та соціальна допомога — 17,3 %, роздрібна торгівля — 13,5 %, мистецтво, розваги та відпочинок — 9,8 %.